# Anoterostemma ivanhofi
Anoterostemma ivanhofi är en insektsart som beskrevs av Lethierry 1876. Anoterostemma ivanhofi ingår i släktet Anoterostemma och familjen dvärgstritar. Inga underarter finns listade i Catalogue of Life.